# Música tibetana

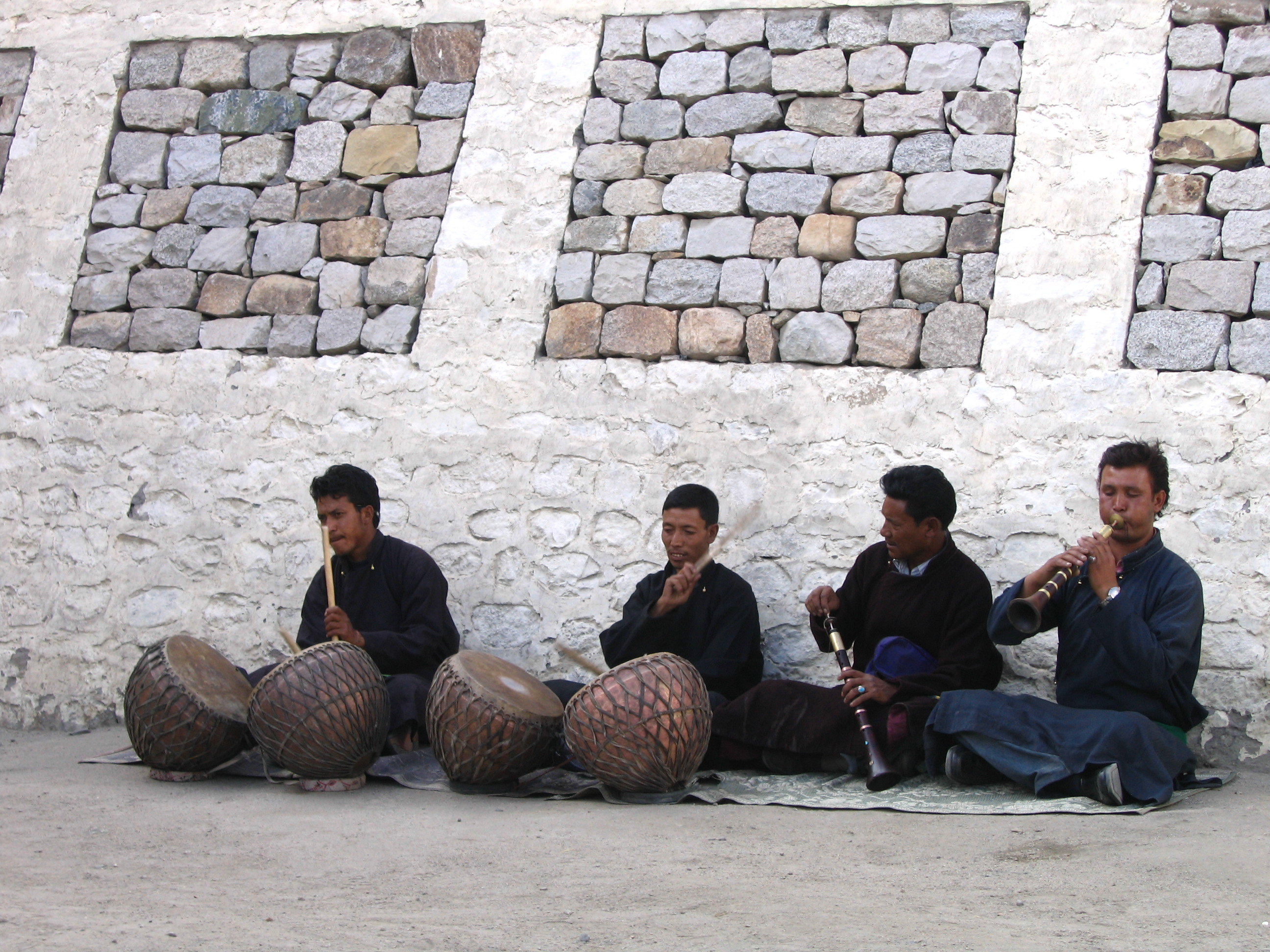
Músicos en Ladakh.

La música tibetana refleja la herencia cultural de la región trans himalaya, cuyo centro es el Tíbet, aunque también comprende aquellos otros grupos étnicos tibetanos diseminados en India, Bután y Nepal.
La música tibetana es ante todo una música religiosa, lo que muestra la profunda influencia del chamanismo del bön y del budismo tibetano en la cultura. Esta música no ha sido accesible sino que a partir de la anexión china de 1959. Ella se divide en varios géneros.

## Música religiosa
Se trata de cánticos litúrgicos practicados por los monjes, con el fin de obtener la iluminación. Pueden estar dedicados a la meditación, o a ceremonias públicas.